# Якуби, Сакена
Сакена Якуби (перс. سکینه یعقوبی‎, англ. Sakena Yacoobi) — афганская активистка, известная своей работой по содействию доступу к образованию для женщин и детей, основательница и исполнительный директор неправительственной  возглавляемой женщинами организации «Афганский институт обучения» (англ. Afghan Institute of Learning). За свою работу Якуби получила международное признание, включая премию Opus Prize 2013 года, премию WISE Prize 2015 года, премию Гарольда Макгроу в области образования 2016 года, премию мира Сонхак 2017 года и почетную докторскую степень Принстонского университета.

## Ранние годы и образование
Якуби родилась в Герате, Афганистан, в шиитской семье. Переехала в Соединенные Штаты Америки в 1970-х годах, получив степень бакалавра биологических наук в Тихоокеанском университете в 1977 году . Получила степень магистра общественного здравоохранения в Университете Лома Линда.

## Карьера
Якуби работала преподавателем и консультантом по вопросам здравоохранения в Гросс-Пойнте, штат Мичиган, США, прежде чем вернуться в Афганистан в 1990 году. После этого она работала с афганскими беженцами в Пакистане и опубликовала восемь руководств по подготовке учителей языка дари. В это время Якуби выступала в качестве делегата Агентства по координации помощи Афганистану, работая над образовательным элементом Плана ООН по восстановлению Афганистана. Якуби также является соучредителем и вице-президентом Creating Hope International, некоммерческой организации со штаб-квартирой в Мичигане и владеет несколькими частными предприятиями в Афганистане, включая школы, больницу и радиостанцию.

### Афганский институт обучения
В 1995 году Якуби основала Афганский институт обучения с целью подготовки учителей для афганских женщин, для поддержки доступа детей к образованию, для обеспечения семей медицинским просвещением. Целью организации является работа на низовом уровне с целью предоставления услуг образования и здравоохранения обездоленным афганским женщинам, в том числе женщинам из семей в сельской местности и бедных семей в городах.
В 1990-х годах, после закрытия женских школ по всей стране Талибаном, Афганский институт обучения поддерживал 80 подпольных домашних школ, предоставляя образование 3000 девочкам. После поражения Талибана в 2001 году институт стал первой организацией, открывшей учебные центры для афганских женщин. В 2015 году был открыт юридический центр, предоставляющий бесплатные юридические консультации афганским женщинам.
По состоянию на 2021 год Афганский институт обучения предоставлял учебные программы для женщин, курировал учебные центры, школы, медицинские клиники и юридические консультации в Афганистане и Пакистане.

## Признание

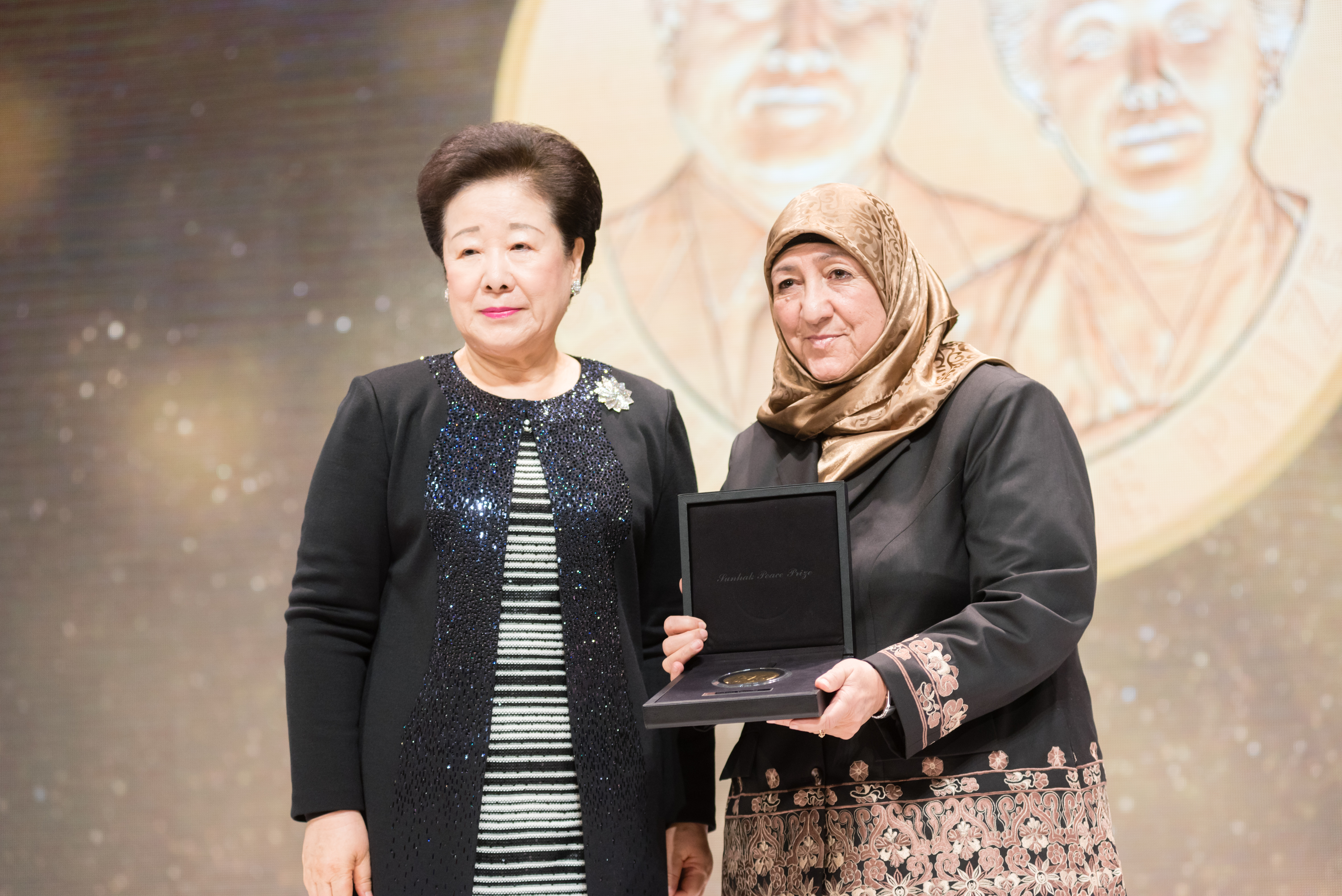
Лауреат Сакена Якуби (справа) и учредитель премии Хан Хакча (слева), церемония награждения премией мира Сонхак, Сеул, Республика Корея, 3 февраля 2017 года

Якуби и Афганский институт обучения получили международное признание за свою просветительскую деятельность.
В 2001 году Якуби была награждена премией Билла Грэма от Фонда Рекса в знак признания усилий института по оказанию помощи детям, ставшим жертвами политических репрессий и нарушений прав человека.
В 2003 году Якуби и институт стали со-лауреатами премии «Миротворцы в действии» (англ. Peacemakers in Action Award) 2003 года от Центра межрелигиозного взаимопонимания имени Таненбаума .
В 2004 году Якуби и институт получили премию «За права женщин» (англ. Women's Rights Prize) 2004 года от Фонда Грубера. В 2005 году она была награждена премией «За демократию» (англ. Democracy Award) от Национального фонда в демократии и была номинирована на Нобелевскую премию мира. В 2006 году Якуби получила премию «Гражданин-лидер» (англ. Citizen Leader Award) от Тихоокеанского университета, а также премию Фонда Сколла за социальное предпринимательство.
В 2007 году Якуби стала первым стипендиатом Фонда Ашока из Афганистана. Она получила почетную докторскую степень от Тихоокеанского университета и премию Глейцмана International Activist Award от Гарвардского университета.
В 2008 году она получила почетную докторскую степень от Университета Лома Линда (англ. Loma Linda University), а в 2009 году была награждена премией за здоровье и достоинство женщин (англ. Award for the Healthy and Dignity of Women) Совета адвокатов организации «Американцы за Фонд ООН в области народонаселения». В 2009 году Якуби была удостоена премии Генри Крависа за лидерство в некоммерческих организациях , а в следующем году получила премию Джонатана Манна за глобальное здравоохранение и права человека, а также премию «Социальный предприниматель года в Азии» от Фонда социального предпринимательства Шваба. В 2012 году она была удостоена Всемирной детской премии  а в следующем году получила премию Opus Prize в размере 1 миллиона долларов.
В 2017 года Сакена Якуби стала лауреатом премии мира Сонхак.
На национальном уровне Якуби получила награды за службу от Министерства образования Афганистана, а также от районных правительств Мир Бача Кот, Шакардара, Калакан и Кабула. Якуби также стала докладчиком по вопросам образования женщин и детей в Афганистане. Выступала с докладами для Фонда Клинтона, Конференции губернатора Калифорнии по делам женщин, Всемирного экономического форума, Фестиваля идей Мамодара Косамби, Всемирного форума по вопросам правосудия, конференции TED Women. Она была признана одной из 100 женщин 2017 года по версии BBC.

## Публикации
- Sakena Yacoobi, Women Educating Women in the Afghan Diaspora: Why and How, in Religious Fundamentalisms and the Human Rights of Women (ed. Courtney W. Howland), Palgrave MacMillan (2001), ISBN 0-312-29306-2